# Музыка Ирана
Музыкальная культура Ирана — результат многовекового исторического процесса формирования и развития музыкальных традиций, создавших богатое музыкальное наследие иранского народа.

## История
Сведений о музыке древнего Ирана почти не сохранилось. Вместе с тем музыкальные инструменты, а также эстетические теории, обобщающие и оценивающие различные явления музыки, указывают на связь музыкальной культуры Ирана с музыкальными традициями Месопотамии (одного из древнейших очагов мировой цивилизации).

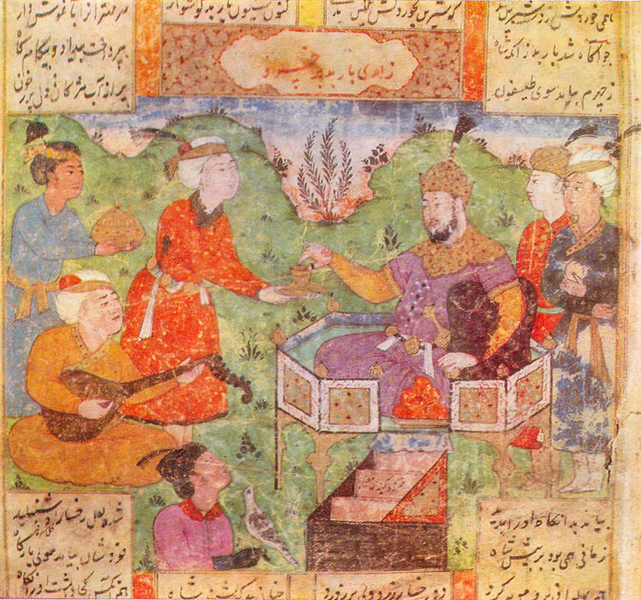
Барбад исполняет перед Хосровом II

Музыка и поэзия составляли существенную часть раннесредневековой культуры Ирана. Стихосложение, видимо, служило важным показателем принадлежности к светскому обществу Ирана. Из источников неизвестно, каким образом обучались парфянские госаны, но преобладание наследственной передачи профессий в Древнем Иране делает вероятным семейное обучение и передачу знаний от отцов детям. Представляется возможным, что каждый феодальный род имел своих родовых госанов-менестрелей, знавших историю и традиции рода и воспевавших их в своих произведениях.
Ко времени зарождения ислама на территории государства Сасанидов (III—VII вв.) существовала развитая классическая музыкальная традиция, некогда формировавшаяся в процессе тесного взаимодействия с музыкальной традицией Византии. После завоевания Ирана мусульманами классическая музыка Сасанидов была заимствована и адаптирована на всей территории ислама. С IX века начинается расцвет придворного искусства, в народе приобретают популярность мутребы (певцы-танцоры). Развитие получает теория музыки. Начиная с XV века существуют свидетельства о музыкальной нотации.
Со второй половины XIX века на иранскую музыку начинает оказывать влияние европейская музыка, в Тегеране при Имперском колледже была основана музыкальная школа европейского типа. В 1920-х гг. композитор, исполнитель-виртуоз на таре, профессор Тегеранского университета Али Наги Вазири положил начало обучения национальной музыке, записал на ноты дастгахи, издал учебник теории музыки, открыл в Тегеране музыкальную школу, в которой обучались первые профессиональные музыканты Ирана.
Сегодня профессиональная (классическая) и народная музыка Ирана существует в основном как монодическая. В её основе своеобразная ладовая система дастгāх (перс. دستگاه‎ [dastgāh])
Термин «Дастгах» означает также систему музыкального мышления, основанную на модальной организации звукового материала и линейном его развертывании, звукоряд и складывающуюся на его основе систему первичных ладово-мелодических попевок (гуше), обладающих устойчивыми образно-эмоциональными характеристиками. А также модель композиции, обусловленную определенным магамом. В основу классификации дастгахов положена система 12-ти магамов (ладов), которая просуществовала до XIX века. А в XIX веке Мирза Абдуллах Фарахани создал систему из 7-ми основных ладов (шур, махур, хомаюн, сегах, чахаргах, нава, раст панджгах), которая и называется «дастгах».

### Музыка
- Иранская народная музыка. Карта Ирана, с указанием места рождения каждой мелодии